# Невшатель (замок)
Невшатель (фр. Château de Neuchâtel, нем. Schloss Neuenburg) — средневековый замковый комплекс в городе Невшатель, в кантоне Невшатель, Швейцария.

## История названия
В XII веке комплекс упоминался на латыни (главном языке для официальных документов в ту эпоху) как Novum Castellum — «Новая крепость», а позже как Novum Castrum («Новый замок»). На греческом языке до XVI века его именовали Neocomum. В свою очередь на старофранцузском или старопровансальском название писали Nuefchastel, Neufchastel или Neufchatel. В конце концов из этого варианта сложилось современное произношение Невшатель. С XVIII века обширный дворцово-замковый комплекс чаще упоминали как Шато-де-Невшатель.
В южно-немецком средневековом правописании комплекс именовали как Nienburg, Nuvenburch или Nuewenburg. На нововерхненемецком диалекте сложилось написание Neuchâtel. В более поздних вариантах в немецком языке сложилась традиция называть замок Нойенбург (Neuenburg — Новый замок).

## Расположение
Замок расположен на скалистом мысе между озером Невшательским озером и рекой Сейон (ныне течёт в другом направлении, чем прежде). Комплекс возвышается над старым центром города, который возник из поселения, образовавшегося у стен замка. Рядом находится главный городской собор.

## История

### Ранний период
Первые укрепления на месте современного замка появились ещё в IX веке . Изначально замок был одной из важных крепостей Бургундского королевства и одновременно одной из официальных резиденций правителя. В 1011 году король Рудольф III подарил замок Novum Castellum своей жене Ирмингарде.
После смерти бездетного Рудольфа III Бургундское королевство стало частью Священной Римской империи. Замок и поселение вокруг него оказались в собственности графов фон Фенис. Это произошло не позднее 1033 года. Графы были связаны родством с бургундской королевской династией. В частности основатель графского рода Фенис фон Куно был близким родственником Рудольфа III. После 1047 года графы стали именоваться фон Нойенбург (фон Невшатель). Это имя сохранялось за представителями семьи до тех пор, пока род не пресёкся по мужской линии в 1373 году.
В конце XIV века замок унаследовали графы фон Фрайбург. В 1450 году в городе Невшатель случился большой пожар, который распространился и на постройки на замковой горе. В процессе восстановления замок был значительно перестроен. В это время большая часть зданий в романском стиле оказалась утрачена.
После того как и род фон Фрайбург пресёкся в 1457 году, в борьбу за невшательское наследство вступили родственники супруги последнего владельца из Иврейской династии: (Людовик Добрый, принц Оранский) и внук Анны Фрайбургской — маркграф Рудольф IV Хахбергский из числа младших Церингенов. После вмешательства имперских властей было принято во внимание завещание Иоганна Фрайбургского и воля невшательцев. Владение отошло Рудольфу IV.
Сын Рудольфа IV маркграф Филипп (1454—1503) занимал высокое положение в Бургундском герцогстве. Он избрал Невшательский замок своей резиденцией. Вскоре крепость была значительно расширена и превратилась в просторный комплекс роскошных зданий. Здесь Филипп сочетался браком с Марией Савойской — внучкой Анны де Лузиньян и племянницей Людовика XI. Единственным плодом этого брака была дочь  Иоанна. Она и стала наследницей графства Невшатель и маркграфства Рёттельн (Ротлен).
В 1504 году Иоанна вышла замуж за Людовика I Орлеанского (внука знаменитого графа Дюнуа) который и унаследовал графство Невшатель. Через него это владение перешло в собственность Орлеанского дома по линии принцев крови герцогов Лонгвиль. Отныне они притязали на достоинство «иностранных принцев» (или суверенов) при французском дворе. C 1532 года представители рода именовали себя не графами, а владетельными князьями Невшательскими.
Правда, эта ветвь Капетингов не смогла остановить Реформацию, когда её постулаты начал вводить на территории графства Невшатель знаменитый проповедник Гильом Фарель.

### XVI–XVIII

Замок на рисунке 1654 года

В конце XVI века Мария де Бурбон, вдова одного из Лонгвилей, выкупила за 70 тысяч золотых соседнее поселение Валанжен. С тех пор её потомки стали именоваться владетельными князьями Невшатель и Валанжен. Так возникло Невшательское княжество.
По условиям Вестфальского мира император Священной Римской империи признал, что Невшатель находится вне его юрисдикции. Таким образом, Лонгвили стали суверенными правителями. Получилась курьёзная ситуация: в Европе появилось протестантское княжество, в котором правил католический монарх.
Последний из Лонгвилей отличался крайней религиозностью и даже вступил в орден иезуитов. Его подданные-гугеноты отнеслись к этому очень настороженно. После смерти князя в 1694 году во владение Невшателем вступила его сестра — бездетная и вдовая герцогиня Мария Немурская. Она выбрала своим наследником двоюродного брата Луи-Анри де Бурбон-Суассонa — внебрачного сына Людовика де Бурбон, графа Суассонского. Несмотря на солидный возраст наследника, Мария Немурская женила его на юной дочери известного полководца — маршала Люксембурга. Рождённая в этом браке дочь, которой по наследству должен был перейти замок Невшатель, стала женой молодого герцога Шарля Люин.
Последняя владелица замка Невшатель, Мария де Немур, умерла в 1707 году бездетной. Это привело к очередному спору за невшательское наследство. Не менее 15 представителей французской знати во главе с могущественным принцем Конти заявили о своих правах на княжество. Особенно энергично отстаивали свои права Матиньоны и герцогиня Ледигьер — ближайшая наследница Лонгвилей по линии Гонди. Так как никто никому не хотел уступать, Лонгивли предложили купить своё княжество Невшатель королю Пруссии Фридриху I. Причём инициатива принадлежала невшательцам, которые хотели иметь своим государем протестанта.

### XIX–XX века

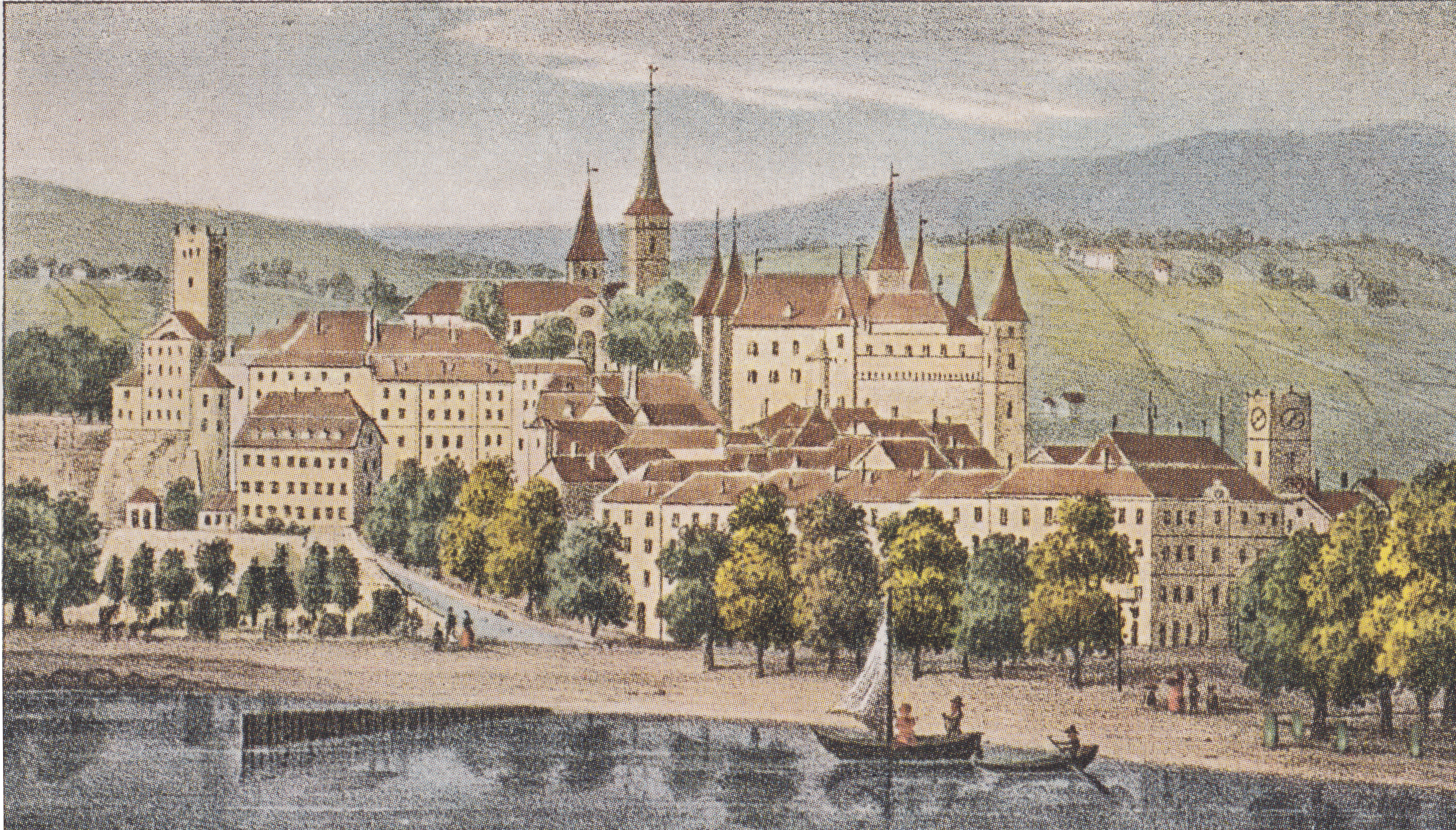
Комплекс Невшатель на акварели XIX века

В 1806 году Пруссия была вынуждена уступить княжество Наполеону I, который, в свою очередь, передал его своему маршалу Луи-Александру Бертье.
Падение Наполеона I 12 сентября 1814 года привело к тому, что невшательцы опять взяли инициативу в свои руки. Княжество стало 21 кантоном Конфедерации Швейцария. При этом формально оно вернулось под власть прусского короля. Это двойственное положение сохранялось до 1 марта 1848 года.
Во время революций 1848 года кантон окончательно отделился от Пруссии и принял собственную конституцию. Таким образом замок остался без владельца. К тому времени президентом и государственным советником Княжества Невшатель, а также главным инспектором швейцарской артиллерии был Людвиг, граф Пурталес (1773–1848). Он стал основателем династии Пурталес. Его старший сын, граф Людвиг Август фон Пурталес (1796–1870), служил прусским чрезвычайным советником и подполковником артиллерии княжества Невшатель. 3 сентября 1856 он напал со своими солдатами на замок, желая восстановить власть короля Пруссии. Однако мятеж был подавлен, а Людвиг Август пытался бежать через озеро, но был арестован на территории города Фрайбург-им-Брайсгау и выдан Швейцарии. Его освободили лишь после того, как Пруссия официально отказалась от своих прав на Невшатель.
Однако вскоре замок ещё один раз стал ареной вооружённого противостояния. Республиканцы кантона Невшатель из городка Ле-Локль, общины Ла-Шо-де-Фон и региона Валь-де-Травер, которыми командовал политик и крупный фабрикант Фриц Курвуазье захватили замок. Они сформировали временное правительство. Председателем был избран Алексис-Мари Пьяже. Эти люди требовали окончательного превращения кантона в республику. После этого замок стал резиденцией правительства кантона Невшатель.
В конце XIX веке замок реконструировали. В 1905 году он был признан памятником архитектуры и взят под государственную охрану. В период с 1905 по 1934 год проводилась масштабная реставрация Невшательского замка. Работы контролировал архитектор Шарль-Анри Матти. Он старался максимально сохранять историческое наследие в каждом из объектов комплекса.

## Описание
Самые ранние сохранившиеся постройки относятся к X веку. Их фрагменты можно обнаружить в донжоне и тюремной башне. Башня де Дисс построена в XII веке. Её полностью перестроили в 1715 году.
Ценной архитектурной частью замка считается южное крыло в романском стиле с богато украшенным фасадом. Внутри находятся просторные залы (Salle Marie de Savoie и Salle des Etats) с геральдическими картинами XVII века.
Нынешний вид замка окончательно сформировался в период реставрации, которая проводилась с 1905 по 1934 год.
Украшением замка являются многие величественные внутренние помещения. Все они были тщательно восстановлены во второй половине XX века. Это зал Государственного совета, галерея Филиппа, столовая Марии Савойской, замковая часовня и зал Большого Совета.
Рядом с замком на холме находится церковь, где сохранился кенотаф (основан в 1373 году). Здесь покоится прах многих графов Невшательских.

## Современное использование
С конца XIX века значительная часть зданий и помещений замка Невшатель используются для нужд местной исполнительной власти. Здесь размешается правительство и часть администрации кантона Невшатель.

## Галерея

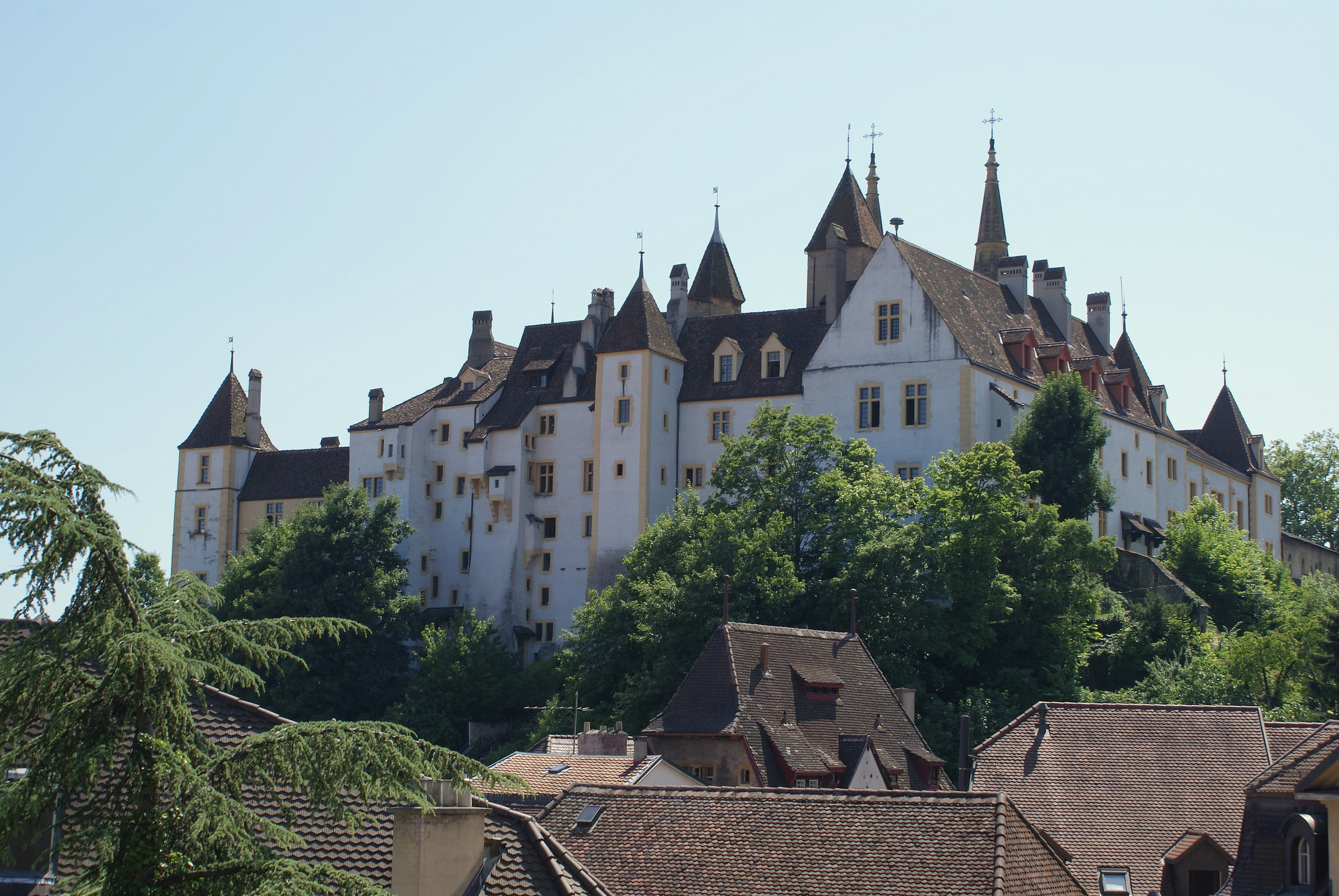
Вид замка со стороны города
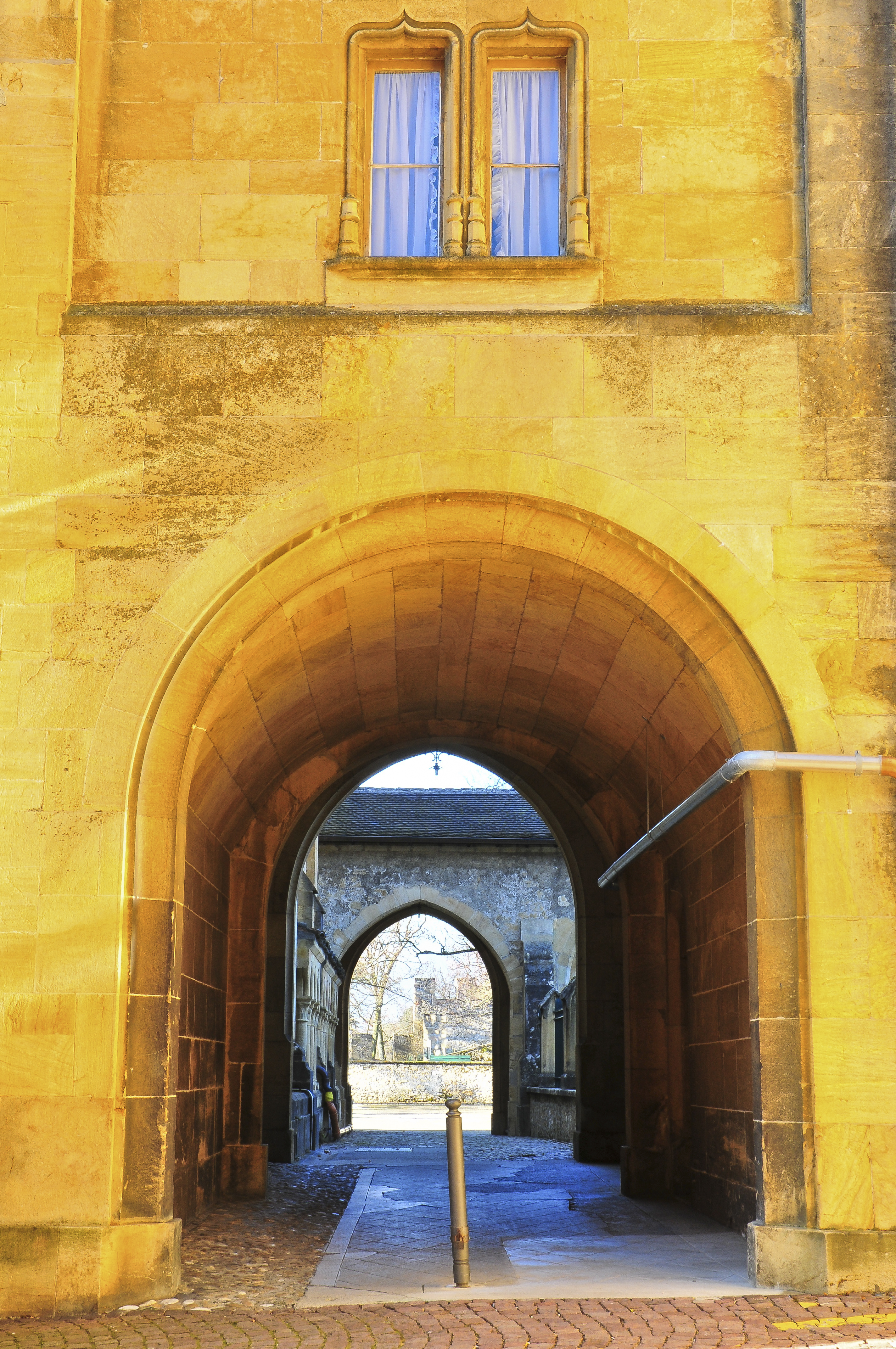
Ворота, ведущие во внутренний двор
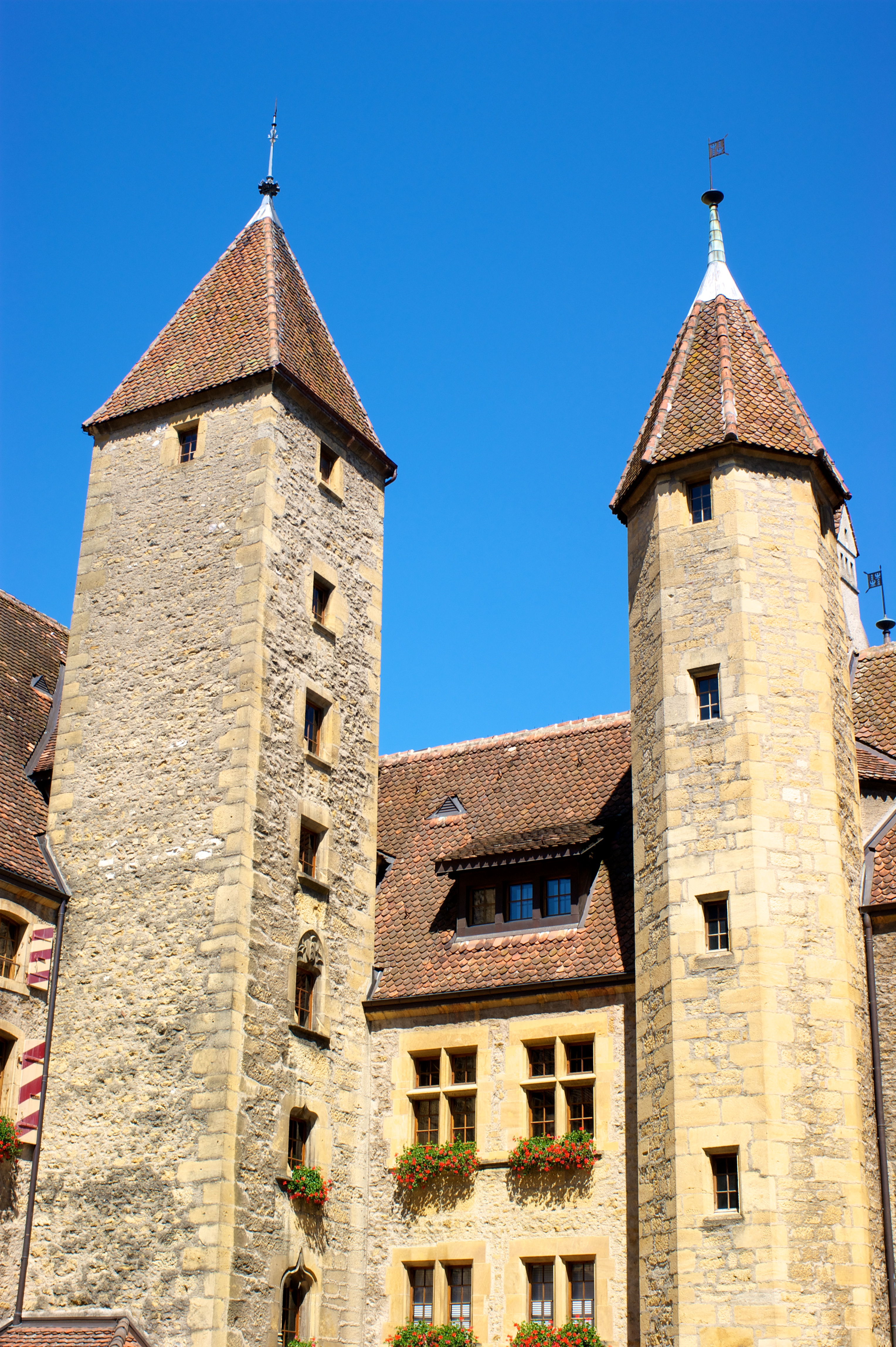
Башни замка
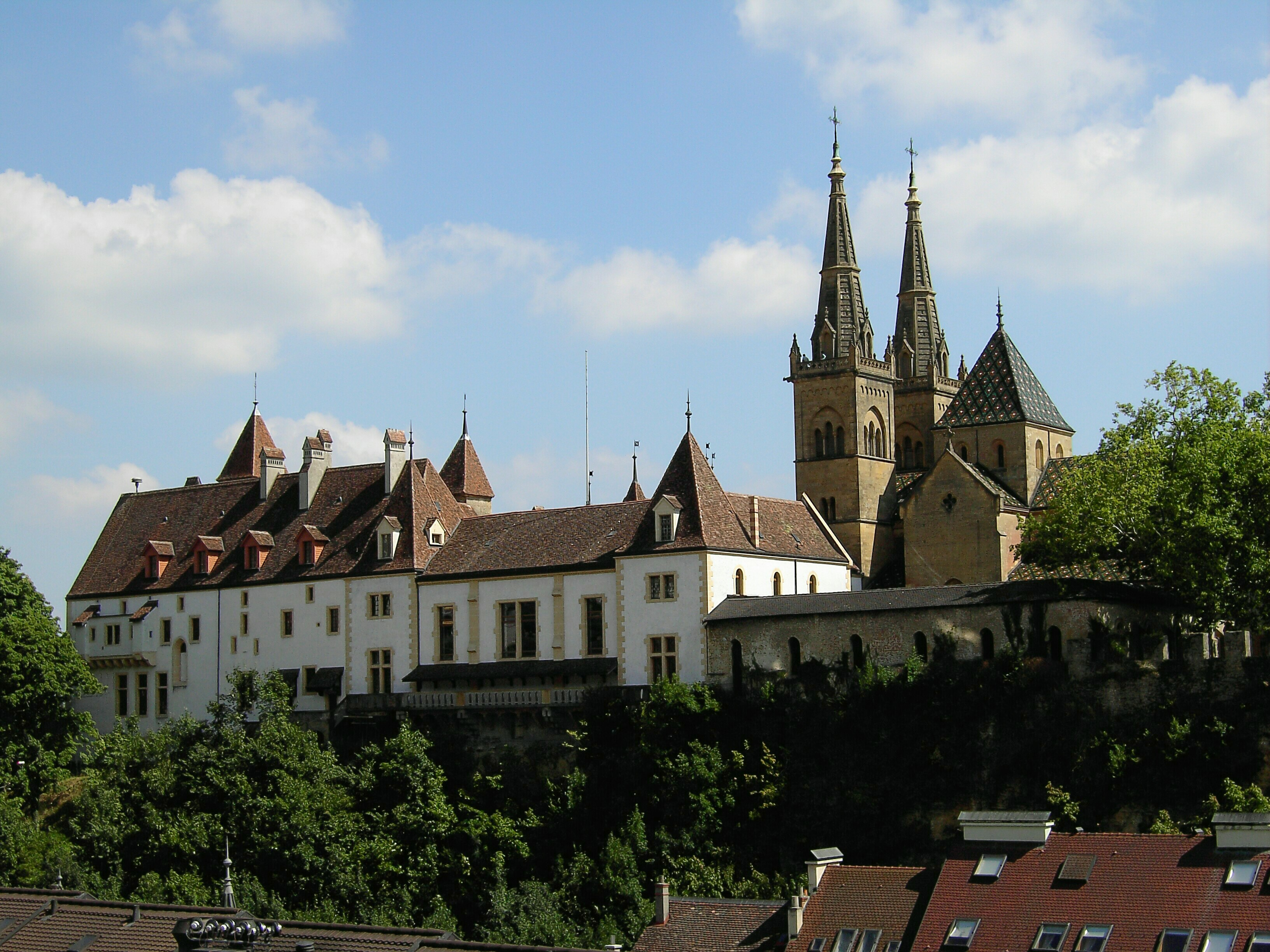
Вид замка и городского собора
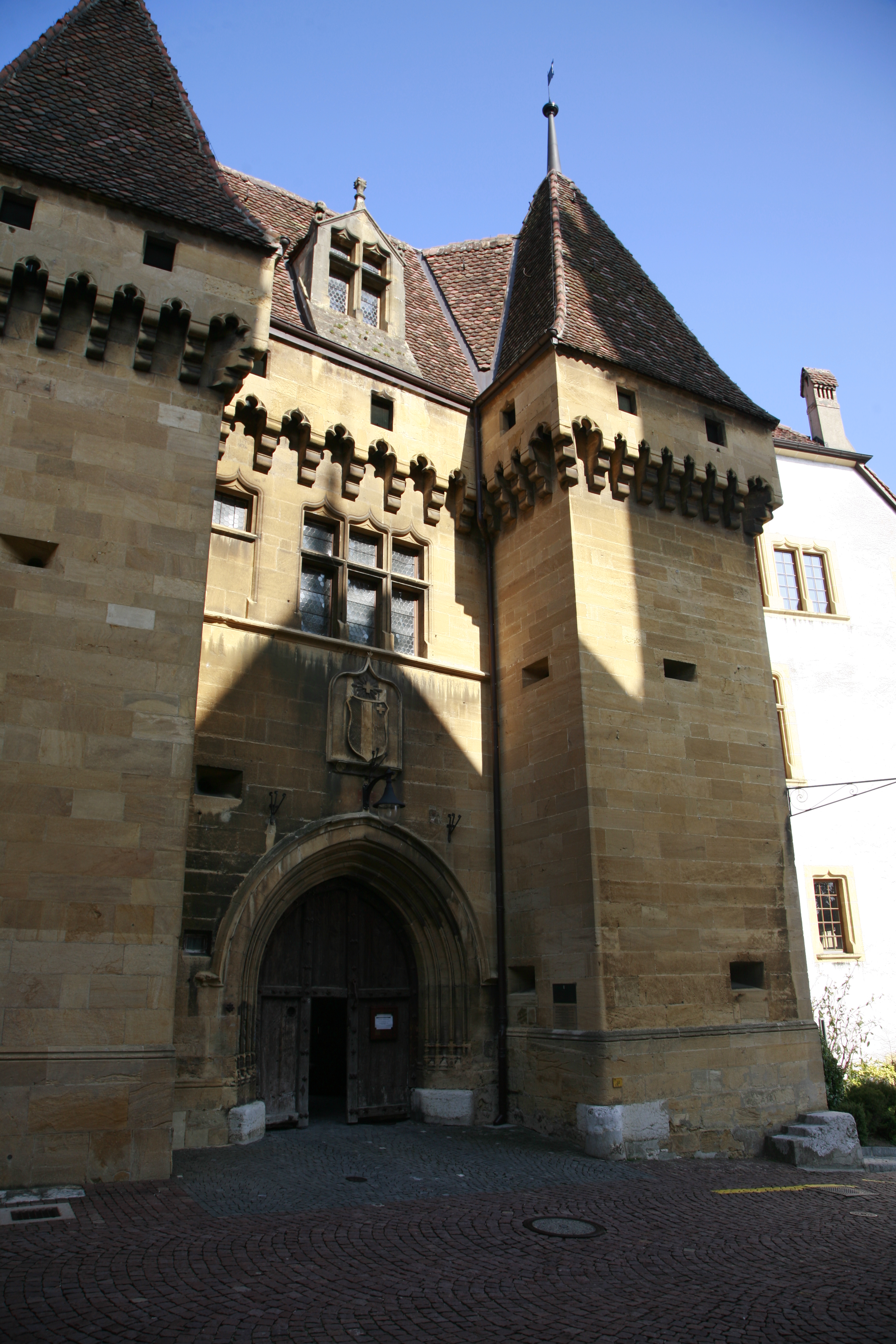
Вход в главное здание замка